# Répartition des plus longues cavités naturelles souterraines
La répartition des plus longues cavités naturelles souterraines dans le monde, présente ci-dessous sous forme de tableaux, la répartition selon des classes de longueur et des zones géographiques, des cavités souterraines naturelles connues, dont le développement est supérieur à quinze kilomètres, .
La communauté spéléologique considère qu'une cavité souterraine naturelle n'existe vraiment qu'à partir du moment où elle est « inventée » c'est-à-dire découverte (ou redécouverte), inventoriée, topographiée (surveyed en anglais) et publiée.
Bien sûr, la réalité physique d'un phénomène karstique ou pseudokarstique est la plupart du temps bien antérieure à sa découverte par l'homme moderne ; cependant tant qu'elle n'est pas explorée, mesurée et diffusée, la cavité naturelle n'appartient pas au domaine de la connaissance partagée.
Les listes spéléométriques, telles que celle présentée dans cet article, sont donc des traces évolutives de la mise en évidence d'un patrimoine collectif souterrain, qui se dévoile peu à peu…
Cette compilation représente la situation connue fin 2020. Cependant, l'exploration et la publication des cavités naturelles souterraines étant un processus permanent, il peut exister un décalage temporaire entre le détail de ces listes et les plus récentes découvertes publiées.

## Répartition des plus longues cavités naturelles par classe de développement
Mi 2021, parmi les 389 cavités souterraines naturelles répertoriées de plus de 15 kilomètres de développement (cf. tableaux 1 & 1 bis) :
- 179 cavités ont un développement compris entre 15 kilomètres et 25 kilomètres (tableaux 1, 1 bis & 3-1 à 3-4 ci-dessous) ;
- 210 cavités atteignent ou dépassent les 25 kilomètres de développement (tableaux 1, 1 bis & 2-1 à 2-7 ci-dessous), dont :
  - 166 cavités dépassent les 30 kilomètres de développement (tableaux 1, 1 bis & 2-6 ci-dessous) ;
  - 106 cavités dépassent les 40 kilomètres de développement (tableaux 1, 1 bis & 2-5 ci-dessous) ;
  -   76 cavités dépassent les 50 kilomètres de développement (tableaux 1, 1 bis & 2-4 ci-dessous) ;
  -   25 cavités dépassent les 100 kilomètres de développement (tableaux 1, 1 bis & 2-3 ci-dessous) ;
  -   14 cavités dépassent les 150 kilomètres de développement (tableaux 1, 1 bis & 2-2 ci-dessous) ;
  -   11 cavités dépassent les 200 kilomètres de développement, dont cinq aux États-Unis (tableaux 1, 1 bis & 2-1 ci-dessous).

Le tableau 1 ci-dessous résume la répartition par classes de développement (ou de longueur développée).
| Ref | I….: Supérieur à 200 km                    | II…: 150 km+ à 200 km=                     | III..: 100 km+ à 150 km= | IV…: 50 km+ à 100 km= | V….: 40 km+ à 50 km= | VI…: 30 km+ à 40 km= | VII..: 25 km+ à 30 km= | Sous-total 25 km | VIII.: 15 km= à 25 km= | Total ≥ 15 km | Ref |
| T01 | 11                                         | 3                                          | 11 | 51 | 30 | 60 | 44 | 210 | 179 | 389 | T01 |
| T02 | 11                                         | 14                                         | 25 | 76 | 106 | 166 | 210 | < sous-cumul | 389 | < cumul | T02 |
| --- | ------------------------------------------ | ------------------------------------------ | --- | --- | --- | --- | --- | --- | --- | --- | --- |
| R   | Remarques et Aides à la lecture du tableau | Remarques et Aides à la lecture du tableau | - On décompte dans le monde, mi 2021, au moins 389 cavités naturelles souterraines de plus de 15 kilomètres de développement, dont : - 76 cavités de plus de 50 kilomètres, - 25 cavités de plus de 100 kilomètres, - 11 cavités de plus de 200 kilomètres. - Parmi ces cavités, 3 sont à cheval sur deux pays : - 1 cavité en classe VII, sur Hongrie et Slovaquie, - 1 cavité en classe IV, sur Moldavie et Ukraine, - 1 cavité en classe IV, sur France et Espagne. | - On décompte dans le monde, mi 2021, au moins 389 cavités naturelles souterraines de plus de 15 kilomètres de développement, dont : - 76 cavités de plus de 50 kilomètres, - 25 cavités de plus de 100 kilomètres, - 11 cavités de plus de 200 kilomètres. - Parmi ces cavités, 3 sont à cheval sur deux pays : - 1 cavité en classe VII, sur Hongrie et Slovaquie, - 1 cavité en classe IV, sur Moldavie et Ukraine, - 1 cavité en classe IV, sur France et Espagne. | - On décompte dans le monde, mi 2021, au moins 389 cavités naturelles souterraines de plus de 15 kilomètres de développement, dont : - 76 cavités de plus de 50 kilomètres, - 25 cavités de plus de 100 kilomètres, - 11 cavités de plus de 200 kilomètres. - Parmi ces cavités, 3 sont à cheval sur deux pays : - 1 cavité en classe VII, sur Hongrie et Slovaquie, - 1 cavité en classe IV, sur Moldavie et Ukraine, - 1 cavité en classe IV, sur France et Espagne. | - On décompte dans le monde, mi 2021, au moins 389 cavités naturelles souterraines de plus de 15 kilomètres de développement, dont : - 76 cavités de plus de 50 kilomètres, - 25 cavités de plus de 100 kilomètres, - 11 cavités de plus de 200 kilomètres. - Parmi ces cavités, 3 sont à cheval sur deux pays : - 1 cavité en classe VII, sur Hongrie et Slovaquie, - 1 cavité en classe IV, sur Moldavie et Ukraine, - 1 cavité en classe IV, sur France et Espagne. | - On décompte dans le monde, mi 2021, au moins 389 cavités naturelles souterraines de plus de 15 kilomètres de développement, dont : - 76 cavités de plus de 50 kilomètres, - 25 cavités de plus de 100 kilomètres, - 11 cavités de plus de 200 kilomètres. - Parmi ces cavités, 3 sont à cheval sur deux pays : - 1 cavité en classe VII, sur Hongrie et Slovaquie, - 1 cavité en classe IV, sur Moldavie et Ukraine, - 1 cavité en classe IV, sur France et Espagne. | - On décompte dans le monde, mi 2021, au moins 389 cavités naturelles souterraines de plus de 15 kilomètres de développement, dont : - 76 cavités de plus de 50 kilomètres, - 25 cavités de plus de 100 kilomètres, - 11 cavités de plus de 200 kilomètres. - Parmi ces cavités, 3 sont à cheval sur deux pays : - 1 cavité en classe VII, sur Hongrie et Slovaquie, - 1 cavité en classe IV, sur Moldavie et Ukraine, - 1 cavité en classe IV, sur France et Espagne. | - On décompte dans le monde, mi 2021, au moins 389 cavités naturelles souterraines de plus de 15 kilomètres de développement, dont : - 76 cavités de plus de 50 kilomètres, - 25 cavités de plus de 100 kilomètres, - 11 cavités de plus de 200 kilomètres. - Parmi ces cavités, 3 sont à cheval sur deux pays : - 1 cavité en classe VII, sur Hongrie et Slovaquie, - 1 cavité en classe IV, sur Moldavie et Ukraine, - 1 cavité en classe IV, sur France et Espagne. | - On décompte dans le monde, mi 2021, au moins 389 cavités naturelles souterraines de plus de 15 kilomètres de développement, dont : - 76 cavités de plus de 50 kilomètres, - 25 cavités de plus de 100 kilomètres, - 11 cavités de plus de 200 kilomètres. - Parmi ces cavités, 3 sont à cheval sur deux pays : - 1 cavité en classe VII, sur Hongrie et Slovaquie, - 1 cavité en classe IV, sur Moldavie et Ukraine, - 1 cavité en classe IV, sur France et Espagne. |     |

| \| Histogramme de la répartition nette[T 1] des plus longues cavités souterraines naturelles du monde par classe de développement -- Les 389 cavités citées mi 2021 sont réparties en 8 classes de dénivelé -- \| \| \| \| \| \| \| \| \| \| \| \| \| \| \| \| \| \| \| \| \| \| \| classe I > 200 kilomètres 11 cavités \| classe II > 150 kilomètres et ≤ 200 kilomètres 3 cavités \| classe III > 100 kilomètres et ≤ 150 kilomètres 11 cavités \| classe IV > 50 kilomètres et ≤ 100 kilomètres 51 cavités \| classe V > 40 kilomètres et ≤ 50 kilomètres 30 cavités \| classe VI > 30 kilomètres et ≤ 40 kilomètres 60 cavités \| classe VII >= 25 kilomètres et ≤ 30 kilomètres 44 cavités \| classe VIII >= 15 kilomètres et < 25 kilomètres 179 cavités \| \| |                                      |                                                          |                                                            |                                                          |                                                        |                                                         |                                                           |                                                             |  |
| Pour des raisons techniques, il est temporairement impossible d'afficher le graphique qui aurait dû être présenté ici. |                                      |                                                          |                                                            |                                                          |                                                        |                                                         |                                                           |                                                             |  |
| Histogramme de la répartition nette des plus longues cavités souterraines naturelles du monde par classe de développement -- Les 389 cavités citées mi 2021 sont réparties en 8 classes de dénivelé -- |                                      |                                                          |                                                            |                                                          |                                                        |                                                         |                                                           |                                                             |  |
| |                                      |                                                          |                                                            |                                                          |                                                        |                                                         |                                                           |                                                             |  |
| | classe I > 200 kilomètres 11 cavités | classe II > 150 kilomètres et ≤ 200 kilomètres 3 cavités | classe III > 100 kilomètres et ≤ 150 kilomètres 11 cavités | classe IV > 50 kilomètres et ≤ 100 kilomètres 51 cavités | classe V > 40 kilomètres et ≤ 50 kilomètres 30 cavités | classe VI > 30 kilomètres et ≤ 40 kilomètres 60 cavités | classe VII >= 25 kilomètres et ≤ 30 kilomètres 44 cavités | classe VIII >= 15 kilomètres et < 25 kilomètres 179 cavités |  |

## Répartition des plus longues cavités naturelles dans le monde
Ces 389 plus longues cavités naturelles dans le monde se concentrent dans 49 pays seulement (codes ISO majuscules dans le tableau 1bis ci-dessous).
Certains autres pays (codes ISO en minuscules) ont cependant été mentionnés pour mémoire, bien qu'ils ne possèdent pas de très longues cavités, car ils possèdent par ailleurs des cavités à fort dénivelé, listées dans un article connexe.

### Répartition résumée parcontinentsousubcontinents
| \| Répartition par continents ou subcontinents à mi 2021 - 53 pays cités dont 49 hébergent les 389 plus longues cavités naturelles répertoriées (> 15 kilomètres) - \| \| \| \| \| \| \| Remarques : - La Géorgie et la Turquie, pays situés sur la ligne de division entre l'Europe et l'Asie, ont été comptabilisées en Asie. - La Russie, bien que possédant une grande part de son territoire en Asie, a été comptabilisée en Europe. \| \| \| \| \| \| \| Afrique - 4 pays - -- 6 cavités -- \| Asie - 12 pays - -- 40 cavités -- \| Océanie - 3 pays - -- 13 cavités -- \| Europe - 22 pays - -- 192 cavités -- \| Amérique du Nord - 4 pays - -- 124 cavités -- \| Amérique du Sud - 4 pays - -- 14 cavité(s) -- \| |                                   |                                     |                                      |                                               |                                               |
| Pour des raisons techniques, il est temporairement impossible d'afficher le graphique qui aurait dû être présenté ici. |                                   |                                     |                                      |                                               |                                               |
| Répartition par continents ou subcontinents à mi 2021 - 53 pays cités dont 49 hébergent les 389 plus longues cavités naturelles répertoriées (> 15 kilomètres) - |                                   |                                     |                                      |                                               |                                               |
| Remarques : - La Géorgie et la Turquie, pays situés sur la ligne de division entre l'Europe et l'Asie, ont été comptabilisées en Asie. - La Russie, bien que possédant une grande part de son territoire en Asie, a été comptabilisée en Europe. |                                   |                                     |                                      |                                               |                                               |
| Afrique - 4 pays - -- 6 cavités -- | Asie - 12 pays - -- 40 cavités -- | Océanie - 3 pays - -- 13 cavités -- | Europe - 22 pays - -- 192 cavités -- | Amérique du Nord - 4 pays - -- 124 cavités -- | Amérique du Sud - 4 pays - -- 14 cavité(s) -- |

### Répartition détaillée par classe et par pays
Légende et aide à la lecture des tableaux 1 ci-dessus et 1bis ci-dessous
- Les chiffres romains (« I » à « VIII ») en début des titres de colonnes 2 à 8 et 10, indiquent les classes (c'est-à-dire les intervalles) de valeurs décomptés dans chaque colonne de données.
- Le signe « + » accolé au symbole de l'unité, signifie que la classe commence au-dessus de la valeur indiquée ; valeur qui n'est donc pas comprise dans l'intervalle.
- Le signe « - » accolé au symbole de l'unité, signifie que la classe se termine au-dessous de la valeur indiquée ; valeur qui n'est donc pas comprise dans l'intervalle.
- Le signe « = » ou l'absence de signe accolé à l'unité, signifie que la valeur indiquée est comprise dans l'intervalle de la classe.
- Les nombres entre parenthèses, à la fin des titres des colonnes 2 à 8 et 10 rappellent le nombre de cavités recensées dans chaque classe, c'est-à-dire indiquées dans chaque colonne.
- Les pays sont indiqués dans la première colonne par leur code ISO 3166-1. Les codes en minuscules permettent de repérer les pays pour lesquels toutes les classes sont à zéro. Les noms complets des pays, avec leur drapeau et un lien vers leur monographie, sont indiqués en colonne 11, sur fond coloré indiquant leur continent d'appartenance[T 4].
- Les repères de tri en colonne 12 du tableau 1bis ci-dessous indiquent d'une part les continents de rattachement des différents pays (« Af » = Afrique, « As » = Asie, « Eu » = Europe, « NA » = Amérique du Nord, « SA » = Amérique du Sud, « Oc » = Océanie) et d'autre part les numéros d'ordre de chaque pays (classé par ordre alphabétique dans son continent puis dans l'ensemble de la liste de la colonne 11).

| ISO | I….: Supér. à 200km (11) | II…: 150 km+ à 200km (3) | III..: 100 km+ à 150km (11) | IV…: 50 km+ à 100km (53) | V….: 40 km+ à 50km (30) | VI…: 30 km+ à 40km (60) | VII..: 25 km= à 30km (45) | Totaux = 25 km 213 / pays | < Classes > de longueur (totaux classes) _____________ Pays | VIII.: 15 km= à 25km- (179) | Totaux = 15 km 392 / pays | Tri      |
| --- | ------------------------ | ------------------------ | --------------------------- | ------------------------ | ----------------------- | ----------------------- | ------------------------- | ------------------------- | ----------------------------------------------------------- | --------------------------- | ------------------------- | -------- |
| DZ  | 0                        | 0                        | 0                           | 0                        | 0                       | 0                       | 0                         | 0                         | Algérie                                                     | 1                           | 1                         | Af-01-01 |
| DE  | 0                        | 0                        | 0                           | 0                        | 0                       | 0                       | 0                         | 0                         | Allemagne                                                   | 2                           | 2                         | Eu-01-02 |
| AU  | 0                        | 0                        | 1                           | 0                        | 0                       | 0                       | 1                         | 2                         | Australie                                                   | 2                           | 4                         | Oc-01-03 |
| AT  | 0                        | 1                        | 2                           | 2                        | 4                       | 4                       | 4                         | 17                        | Autriche                                                    | 7                           | 24                        | Eu-02-04 |
| bs  | 0                        | 0                        | 0                           | 0                        | 0                       | 0                       | 0                         | 0                         | Bahamas                                                     | 0                           | 0                         | NA-01-05 |
| be  | 0                        | 0                        | 0                           | 0                        | 0                       | 0                       | 0                         | 0                         | Belgique                                                    | 0                           | 0                         | Eu-03-06 |
| BZ  | 0                        | 0                        | 0                           | 0                        | 0                       | 1                       | 0                         | 1                         | Belize                                                      | 1                           | 2                         | SA-01-07 |
| BR  | 0                        | 0                        | 1                           | 0                        | 0                       | 1                       | 0                         | 2                         | Brésil                                                      | 6                           | 8                         | SA-02-08 |
| BG  | 0                        | 0                        | 0                           | 0                        | 0                       | 0                       | 0                         | 0                         | Bulgarie                                                    | 1                           | 1                         | Eu-04-09 |
| CA  | 0                        | 0                        | 0                           | 0                        | 0                       | 0                       | 0                         | 0                         | Canada                                                      | 2                           | 2                         | NA-02-10 |
| CN  | 1                        | 0                        | 0                           | 2                        | 1                       | 3                       | 0                         | 7                         | Chine                                                       | 4                           | 11                        | As-01-11 |
| HR  | 0                        | 0                        | 0                           | 1                        | 0                       | 0                       | 0                         | 1                         | Croatie                                                     | 1                           | 2                         | Eu-05-12 |
| CU  | 0                        | 0                        | 0                           | 1                        | 1                       | 2                       | 2                         | 6                         | Cuba                                                        | 1                           | 7                         | NA-03-13 |
| ES  | 0                        | 1                        | 3                           | 6                        | 3                       | 7                       | 3                         | 23                        | Espagne                                                     | 18                          | 41                        | Eu-06-14 |
| US  | 5                        | 0                        | 0                           | 12                       | 7                       | 16                      | 12                        | 52                        | États-Unis                                                  | 36                          | 88                        | NA-04-15 |
| ET  | 0                        | 0                        | 0                           | 0                        | 0                       | 0                       | 0                         | 0                         | Éthiopie                                                    | 1                           | 1                         | Af-02-16 |
| FR  | 0                        | 0                        | 1                           | 9                        | 5                       | 4                       | 6                         | 25                        | France                                                      | 25                          | 50                        | Eu-07-17 |
| GE  | 0                        | 0                        | 0                           | 0                        | 0                       | 1                       | 0                         | 1                         | Géorgie / Abkhazie                                          | 2                           | 3                         | As-02-18 |
| GR  | 0                        | 0                        | 0                           | 0                        | 0                       | 0                       | 0                         | 0                         | Grèce                                                       | 1                           | 1                         | Eu-08-19 |
| HU  | 0                        | 0                        | 0                           | 0                        | 0                       | 1                       | 1                         | 2                         | Hongrie                                                     | 1                           | 3                         | Eu-09-20 |
| IN  | 0                        | 0                        | 0                           | 0                        | 0                       | 1                       | 0                         | 1                         | Inde                                                        | 4                           | 5                         | As-03-21 |
| ID  | 0                        | 0                        | 0                           | 0                        | 0                       | 0                       | 0                         | 0                         | Indonésie                                                   | 1                           | 1                         | As-04-22 |
| IR  | 0                        | 0                        | 0                           | 0                        | 0                       | 0                       | 0                         | 0                         | Iran                                                        | 1                           | 1                         | As-05-23 |
| IE  | 0                        | 0                        | 0                           | 0                        | 0                       | 0                       | 0                         | 0                         | Irlande                                                     | 1                           | 1                         | Eu-10-24 |
| IT  | 0                        | 0                        | 0                           | 3                        | 2                       | 4                       | 3                         | 12                        | Italie                                                      | 8                           | 20                        | Eu-11-25 |
| JP  | 0                        | 0                        | 0                           | 0                        | 0                       | 0                       | 0                         | 0                         | Japon                                                       | 1                           | 1                         | As-06-26 |
| LA  | 0                        | 0                        | 0                           | 0                        | 1                       | 0                       | 1                         | 2                         | Laos                                                        | 4                           | 6                         | As-07-27 |
| MG  | 0                        | 0                        | 1                           | 0                        | 0                       | 0                       | 1                         | 2                         | Madagascar                                                  | 1                           | 3                         | Af-03-28 |
| MY  | 1                        | 0                        | 0                           | 1                        | 0                       | 1                       | 1                         | 4                         | Malaisie                                                    | 1                           | 5                         | As-08-29 |
| MA  | 0                        | 0                        | 0                           | 0                        | 0                       | 0                       | 0                         | 0                         | Maroc                                                       | 1                           | 1                         | Af-04-30 |
| MX  | 2                        | 0                        | 1                           | 5                        | 3                       | 3                       | 4                         | 18                        | Mexique                                                     | 9                           | 27                        | NA-05-31 |
| MD  | 0                        | 0                        | 0                           | 1                        | 0                       | 0                       | 0                         | 1                         | Moldavie                                                    | 0                           | 1                         | Eu-12-32 |
| me  | 0                        | 0                        | 0                           | 0                        | 0                       | 0                       | 0                         | 0                         | Monténégro                                                  | 0                           | 0                         | Eu-13-33 |
| NO  | 0                        | 0                        | 0                           | 0                        | 0                       | 0                       | 1                         | 1                         | Norvège                                                     | 0                           | 1                         | Eu-14-34 |
| NZ  | 0                        | 0                        | 0                           | 1                        | 0                       | 3                       | 0                         | 4                         | Nouvelle-Zélande                                            | 1                           | 5                         | Oc-02-35 |
| UZ  | 0                        | 0                        | 0                           | 0                        | 0                       | 0                       | 0                         | 0                         | Ouzbékistan                                                 | 3                           | 3                         | As-09-36 |
| PG  | 0                        | 0                        | 0                           | 1                        | 0                       | 1                       | 0                         | 2                         | Papouasie-Nouvelle-Guinée                                   | 2                           | 4                         | Oc-03-37 |
| PH  | 0                        | 0                        | 0                           | 0                        | 0                       | 0                       | 0                         | 0                         | Philippines                                                 | 1                           | 1                         | As-10-38 |
| PL  | 0                        | 0                        | 0                           | 0                        | 0                       | 0                       | 0                         | 0                         | Pologne                                                     | 1                           | 1                         | Eu-15-39 |
| PR  | 0                        | 0                        | 0                           | 0                        | 0                       | 0                       | 0                         | 0                         | Porto Rico                                                  | 2                           | 2                         | SA-03-40 |
| RO  | 0                        | 0                        | 0                           | 0                        | 1                       | 1                       | 1                         | 3                         | Roumanie                                                    | 5                           | 8                         | Eu-16-41 |
| GB  | 0                        | 0                        | 0                           | 2                        | 1                       | 1                       | 2                         | 6                         | Royaume-Uni                                                 | 4                           | 10                        | Eu-17-42 |
| RU  | 0                        | 0                        | 0                           | 2                        | 0                       | 0                       | 0                         | 2                         | Russie                                                      | 1                           | 3                         | Eu-18-43 |
| SR  | 0                        | 0                        | 0                           | 0                        | 0                       | 0                       | 0                         | 0                         | Serbie                                                      | 1                           | 1                         | Eu-19-44 |
| SK  | 0                        | 0                        | 0                           | 0                        | 0                       | 2                       | 1                         | 3                         | Slovaquie                                                   | 3                           | 6                         | Eu-20-45 |
| SI  | 0                        | 0                        | 0                           | 0                        | 1                       | 0                       | 0                         | 1                         | Slovénie                                                    | 4                           | 5                         | Eu-21-46 |
| CH  | 1                        | 1                        | 0                           | 1                        | 0                       | 2                       | 1                         | 6                         | Suisse                                                      | 1                           | 7                         | Eu-22-47 |
| CZ  | 0                        | 0                        | 0                           | 0                        | 0                       | 1                       | 0                         | 1                         | Tchéquie                                                    | 0                           | 1                         | Eu-23-48 |
| TM  | 0                        | 0                        | 0                           | 1                        | 0                       | 0                       | 0                         | 1                         | Turkménistan                                                | 0                           | 1                         | As-11-49 |
| tr  | 0                        | 0                        | 0                           | 0                        | 0                       | 0                       | 0                         | 0                         | Turquie                                                     | 0                           | 0                         | As-12-50 |
| UA  | 1                        | 0                        | 1                           | 2                        | 0                       | 0                       | 0                         | 4                         | Ukraine                                                     | 2                           | 6                         | Eu-24-51 |
| VE  | 0                        | 0                        | 0                           | 0                        | 0                       | 0                       | 0                         | 0                         | Venezuela                                                   | 2                           | 2                         | SA-04-52 |
| VN  | 0                        | 0                        | 0                           | 0                        | 0                       | 0                       | 0                         | 0                         | Viêt Nam                                                    | 2                           | 2                         | As-13-53 |

| TB | 11 | 3 | 11 | 53 | 30 | 60 | 45 | 213 | < Totaux bruts > | 179 | 392 | TB |

| TN | 11 | 3 | 11 | 51 | 30 | 60 | 44 | 210 | < Totaux nets > | 179 | 389 | TN |

Aide à la lecture du tableau :
- Les totaux bruts de la ligne TB ci-dessus (rappelés aussi en tête de colonne pour les besoins des graphiques) décomptent en double les cavités situées à cheval sur une frontière entre deux pays.
- Les totaux nets, épurés de ces doublons, apparaissent dans la ligne TN et sont repris dans les tableaux de synthèse (tableau de répartition résumé par continents ou subcontinents et tableau 1.)